# آلدیره
الدیر (به اسپانیایی: Aldeire) یک شهرستان در اسپانیا است.